# Camillo Cimati
Giacomo Achille Camillo Cimati (Lerici, 18 giugno 1861 – Pontremoli, 2 febbraio 1945) è stato un agronomo e politico italiano.
Nato a Lerici da genitori di origine pontremolese si dedico' agli studi di scienze naturali e all'università di Ginevra fu allievo del laboratorio di microscopia diretto da Karl Vogt.  Dopo gli studi si stabilisce a Pontremoli, dove amministra i beni immobili e le attività commerciali e agricole di famiglia. Si dedica da subito alla vita politica diventando una figura di riferimento del movimento liberal-costituzionale che si contrappone a socialisti e radicali. Nel 1889 è il primo sindaco di Pontremoli per elezione diretta. Sostenitore di Giovanni Giolitti viene eletto deputato per sei legislature, durante le quali viene anche nominato sottosegretario alle finanze e per tre volte alla presidenza del consiglio. Al termine della sesta legislatura viene nominato senatore a vita. Fu un raffinato bibliofilo e un erudito amatore di pittura antica e ceramiche italiane. La sua biblioteca di notevole ricchezza era composta di testi antichi di agronomia, storia lunigianese, atlanti geografici e una raccolta di edizione bodoniane in-folio. La biblioteca comunale di Pontremoli è intitolata a suo nome. Lascio' a quest'ultima un'importante raccolta di libri antichi italiani : incunaboli, cinquecentine et edizioni del seicento. Membro della Deputazione di Storia patria della provincia di Modena e Reggio, si interesso' profondamente di storia lunigianese, corrispondendo con molti altri storici sulla materia.

## Pubblicazioni
- Pontremoli e l'invasione francese nel 1799 : quattro documenti storico-aneddotici. Pontremoli : Raffaello Rossetti, 1893
- Una supplica della comunità di Tresana a Filippo IV di Spagna.  Pontremoli : Tip. Di Raff. Rossetti, 1894.
- Il granduca di Toscana Pietro Leopoldo a Pontremoli nel 1786. Pontremoli : Tip. di Raff. Rossetti, 1894
- Gli artisti pontremolesi dal XV al XIX secolo. Pontremoli, Battei, 1899
- Sul bilancio dell'istruzione pubblica . Roma : Tip. della Camera dei Deputati, 1907
- Alcune notizie sul pontremolese Opicino Galli vescovo di Guardialfiera dalla fine del 1400 ai primi del 1500. Roma : stab. fratelli Capaccini, 1900
- Ciò che deve conoscere il contadino e l'operaio sulla cassa nazionale di previdenza. Pontremoli : Raffaello Rossetti, 1901
- Concimi e concimazioni. Pontremoli, Rossetti 1901.
- Dante in Lunigiana. 1922.
- Barbazzano del golfo della Spezia. Pontremoli : Cavanna, 1925
- I francesi a Pontremoli nei ricordi di un prete. Pescia : A. Benedetti, 1942